# BMW R 1200 GS
La BMW R 1200 GS est un modèle de moto du constructeur bavarois BMW Motorrad.

## Historique
Elle remplace peu à peu la gamme R 1150, dont elle reprend les caractéristiques de base du moteur. La cylindrée passe à 1 170 cm3 par l'allongement de la course des pistons de 2,4 mm.
La R 1200 GS remplace en 2004 la 1150 GS. La puissance est de 100 ch à 7 000 tr/min, pour presque 12 kg m de couple dès 5 500 tr/min. Par rapport à sa devancière, elle bénéficie de nombreuses améliorations : réduction du poids, prise en main optimisée…
Les débattements de suspension sont portés à 190 et 200 mm, respectivement à l'avant et à l'arrière, portant la hauteur de selle à 840 mm.
Comme pour la R 1150 GS, la 1200 est doublée, dès 2006, d'une version Adventure, parfaite pour voyager lorsque la route laisse place à la piste. Les débattements de suspension sont portés à l'avant et à l'arrière à respectivement 210 et 220 mm. L'angle de chasse passe de 110 à 97,6°, ce qui permet de diminuer l'empattement de 9 mm, accroissant la maniabilité.

La selle culminant à près de 900 mm du sol et le poids important de presque 240 kg pleins faits, interdisent cette machine aux petits gabarits.
Elle reçoit des arceaux de protection pour éviter d’abîmer le réservoir et les cylindres en cas de chute.
La capacité du réservoir est augmentée de 13 L et la bulle est plus grande.
Une version plus sportive de la R 1200 GS est mise sur le marché en 2005 : la HP2 Enduro.
À la fin de 2007, BMW dote la R 1200 GS de quelques améliorations. La puissance gagne 5 ch et la boîte de vitesses est modifiée pour favoriser l'accélération. Elle peut désormais être équipée du système électronique de réglage des suspensions ESA.
L'Adventure adopte également ces changements, et y ajoute un réservoir de 33 L et une bulle plus protectrice.
À partir de 2013, la GS gagne en puissance (+15 ch soit 125 ch) par de multiples améliorations moteur dont l'adoption d'un refroidissement liquide du haut moteur. L'embrayage est désormais à bain d'huile et un système électronique simplifié mais adoptant un antipatinage ASC et ABS Pro.

## Usages

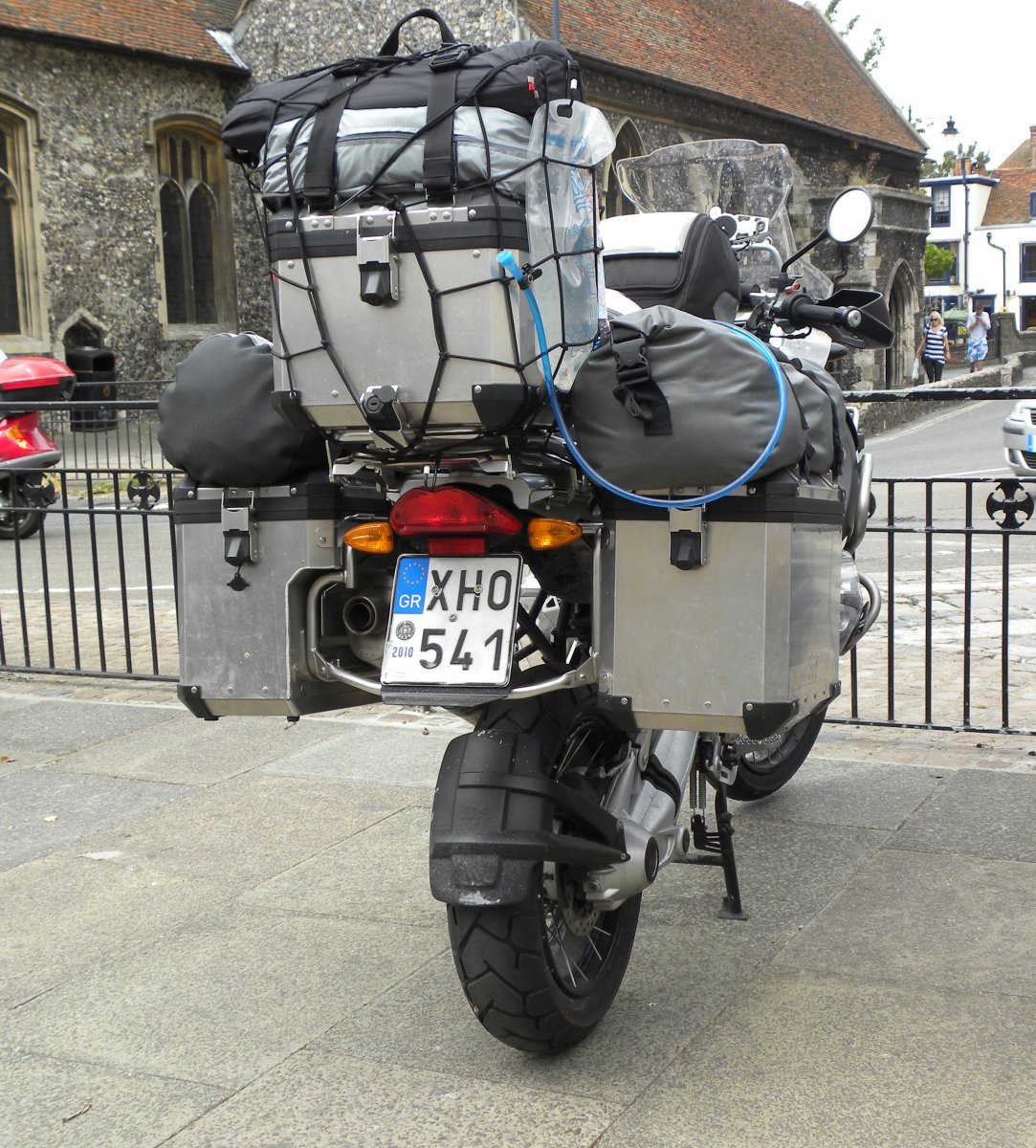
La 1200 GS est appréciée pour sa capacité d'emport autorisant de longs voyages.

La BMW R 1200 est une machine polyvalente capable de rouler longtemps en solo ou duo, et apte aux longs voyages grâce à son autonomie en essence, son cardan, et sa capacité de chargement. Le montage de pneus adaptés (crampons) et les multiples réglages de la machine permettent également de sortir des routes bitumées pour rouler en confort et sécurité sur les pistes. Malgré son poids, bien menée la R 1200 GS peut aussi offrir des capacités tout-terrain réelles grâce à son moteur coupleux et son châssis très abouti bien épaulé par une électronique de bord utile. Le réseau BMW international dense et la fiabilité reconnue du modèle sont également des atouts pour les motards et motardes qui aiment rouler longtemps et partout.

## Popularité

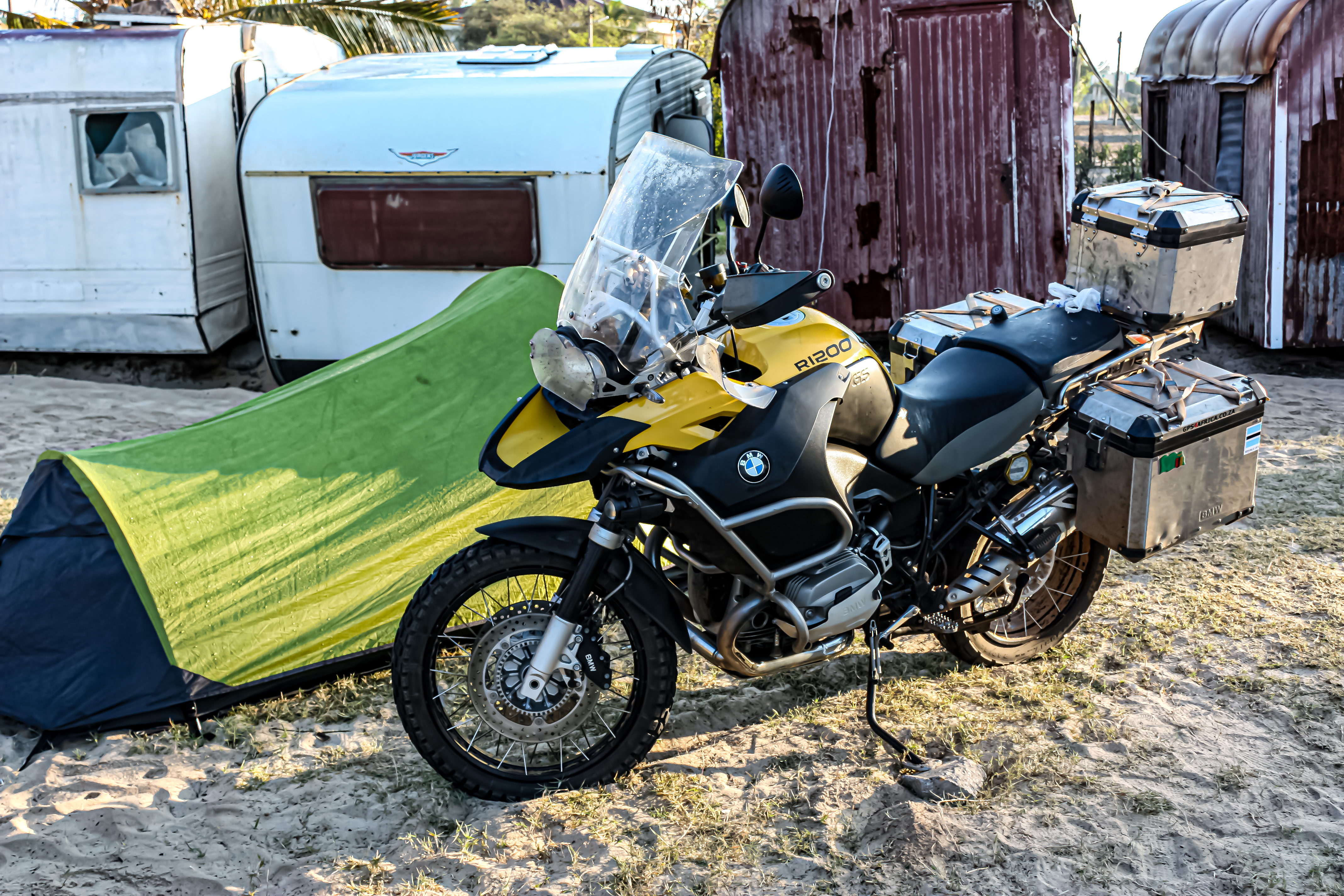
Une R 1200 au Mozambique en 2010.

Avec plus de 18 013 BMW R 1200 immatriculées en Europe, la GS est en tête des ventes motos et scooters sur le continent européen, loin devant la Yamaha MT 07 ou le premier scooter. Chez BMW Motorrad, plus de la moitié des ventes concernent désormais[Quand ?] cette machine alors que la gamme BMW moto est de plus en plus fournie. La popularité de cette moto est montée crescendo depuis sa naissance[réf. nécessaire].

## Rassemblements
Une communauté de fans organise des évènements spécialement centrés autour de la 1200 GS, de la simple concentration locale aux raids continentaux bimensuels.
- BMW Motorrad GS Days depuis 2012.
- GS Trophy depuis 2008 (déroulé en Allemagne, Italie, Espagne, Angleterre, au Japon et Canada en 2010).
- GS Africa 2011.
- GS Asia 2013.
- American Transcontinentale 2015.
- Dundee GS 2009.
- Zoulou GS 2010.
- Gringo GS 2011.

## Utilisateurs militaires
- Espagne